# Luperina lunato-strigata
Luperina lunato-strigata är en fjärilsart som beskrevs av Adrian Hardy Haworth 1809. Luperina lunato-strigata ingår i släktet Luperina och familjen nattflyn. Inga underarter finns listade i Catalogue of Life.